# Tooheys New Cup
La Tooheys New Cup (TNC) était une compétition de rugby à XV qui se disputait en août et septembre à Sydney, en Australie. Lancée en 2002, elle était ouverte aux 12 clubs principaux de Sydney. Les Canberra Vikings furent admis dans la compétition en 2004 avant d'être écartés. La grande finale 2006 de la Tooheys New Cup a été avancée au 2 septembre afin de permettre le déroulement du tout nouveau Australian Provincial Championship. 
Elle fut interrompue après l'édition 2006, laissant la place au traditionnel Shute Shield pour départager les meilleures équipes de Sydney.

## Vainqueurs
- 2002- Eastwood
- 2003- Eastwood
- 2004- Randwick
- 2005- Sydney University
- 2006- Sydney University